# Elkie (artista)
Chong Ting-yan (em chinês: 莊錠欣 (chinês tradicional)/庄锭欣 (chinês simplificado); romaniz.: Zhuāng Dìngxīn (Hanyu pinyu) Jōng Ding-yān (romanização de Yale) Zong¹ Ding³-jan¹ (Jyutping); nascida em Hong Kong, China, em 2 de novembro de 1998), mais conhecida pelo seu nome artístico Elkie (em coreano: 엘키), é uma cantora e atriz chinesa. Ela era anteriormente uma atriz infantil sob a TVB em Hong Kong e apareceu em vários dramas de televisão. É popularmente conhecida por ter sido integrante do grupo feminino sul-coreano de k-pop CLC, que estreou em fevereiro de 2016 pela Cube Entertainment.

## Vida e carreira

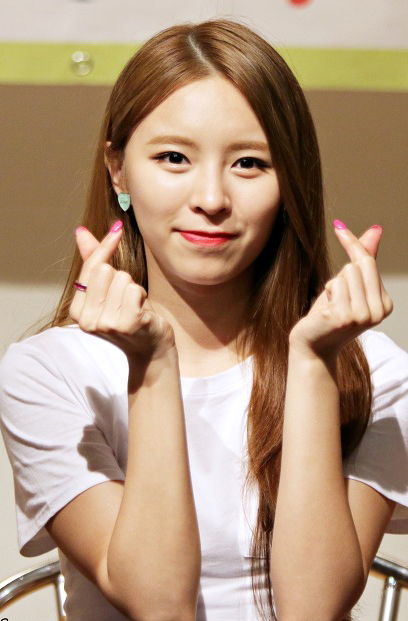
⠀⠀⠀⠀⠀⠀

Elkie nasceu em 2 de novembro de 1998, em Hong Kong. Ela estudou na escola secundária Carmel Pak. Ela era uma estrela adolescente popular em Hong Kong, sendo ex-integrante do grupo Honey Bees, e também uma atriz-mirim sob a TVB que atuou em quase 20 dramas.

### CLC
Em fevereiro de 2016, Elkie foi apresentada como nova integrante do grupo feminino sul-coreano CLC, juntamente com Eunbin. Ela fez oficialmente sua estreia em 29 de fevereiro com o lançamento do terceiro mini-álbum do CLC, Refresh, e fez sua primeira aparição pública com o grupo no 463º episódio do M Countdown com "High Heels".

### Atuação
Elkie foi anunciada para fazer sua estreia nos dramas coreanos em março de 2018, no drama de fim de semana 'Rich Family Son' como Mong Mong, uma estudante de câmbio chinesa.

## Discografia

### Colaborações
| Ano  | Título                   | Artista                          | Álbum                   |
| ---- | ------------------------ | -------------------------------- | ----------------------- |
| 2016 | "After the Play is Over" | Lee Chang-sub, Elkie feat. Heota | After the Play Ends OST |

### Aparições em videoclipes
| Ano  | Título                    | Artista |
| ---- | ------------------------- | ------- |
| 2016 | "Pray (I'll Be Your Man)" | BTOB    |

## Filmografia

### Dramas de televisão
| Data | Título                        | Papel           | Notas |
| ---- | ----------------------------- | --------------- | ----- |
| 2009 | Born Rich                     | Kiki            |       |
| 2010 | The Comeback Clan             | Kay             |       |
| 2010 | Suspects in Love              | Cheng Siu Man   |       |
| 2010 | Can't Buy Me Love             | Kim Kiki        |       |
| 2010 | No Regrets                    | Chan Mei Ting   |       |
| 2011 | My Sister of Eternal Flower   |                 |       |
| 2011 | Ghetto Justice                |                 |       |
| 2011 | Men with No Shadows           | Toi Yan         |       |
| 2012 | Three Kingdoms RPG            |                 |       |
| 2012 | Highs and Lows                | Fong Teen Wai   |       |
| 2012 | Friendly Fire                 | Luk Yau Yee     |       |
| 2012 | Queens of Diamonds and Hearts |                 |       |
| 2012 | Tiger Cubs                    | Grace           |       |
| 2013 | A Change of Heart             | Tong Sin Hang   |       |
| 2013 | A Great Way to Care ll        |                 |       |
| 2013 | Sniper Standoff               | Wong Yeuk Ling  |       |
| 2013 | The Hippocratic Crush ll      | Yannis Suen     |       |
| 2014 | Come Home Love                | Lovely Ling Lei |       |
| 2014 | Storm in a Cocoon             | Poon Hau Yee    |       |
| 2014 | Come On, Cousin               | Cai Jing Man    |       |
| 2014 | Tomorrow Is Another Day       | Chung Yee Sum   |       |
| 2014 | Officer Geomancer             | Shek Kiu        |       |
| 2015 | The Menu                      | Mallory Mak     |       |
| 2015 | Wudang Rules                  | Wu Sei Mui      |       |
| 2015 | Smooth Talker                 | Lam Ah Lui      |       |
| 2015 | Captain of Destiny            | Wong Tai Nui    |       |
| 2015 | Elite Brigade III             | Lee Ching       |       |
| 2016 | Love as a Predatory Affair    | Estudante       |       |